# Hymedesmia lancifera
Hymedesmia lancifera är en svampdjursart som först beskrevs av Topsent 1906.  Hymedesmia lancifera ingår i släktet Hymedesmia och familjen Hymedesmiidae.
Artens utbredningsområde är Röda havet. Inga underarter finns listade i Catalogue of Life.